# بوردرتاون (استرالیای جنوبی)
بوردرتاون (به انگلیسی: Bordertown) یک شهرک در استرالیا است که در استرالیای جنوبی واقع شده‌است.